# Leonard Ochtman
Leonard Ochtman (Zonnemaire, 21 oktober 1854 - Greenwich (Connecticut), 27 oktober 1935) was een Amerikaans kunstschilder van Nederlandse afkomst. Hij werd vooral bekend om zijn landschappen. Van 1886 tot 1890 werkte hij in Nederland.

## Leven en werk

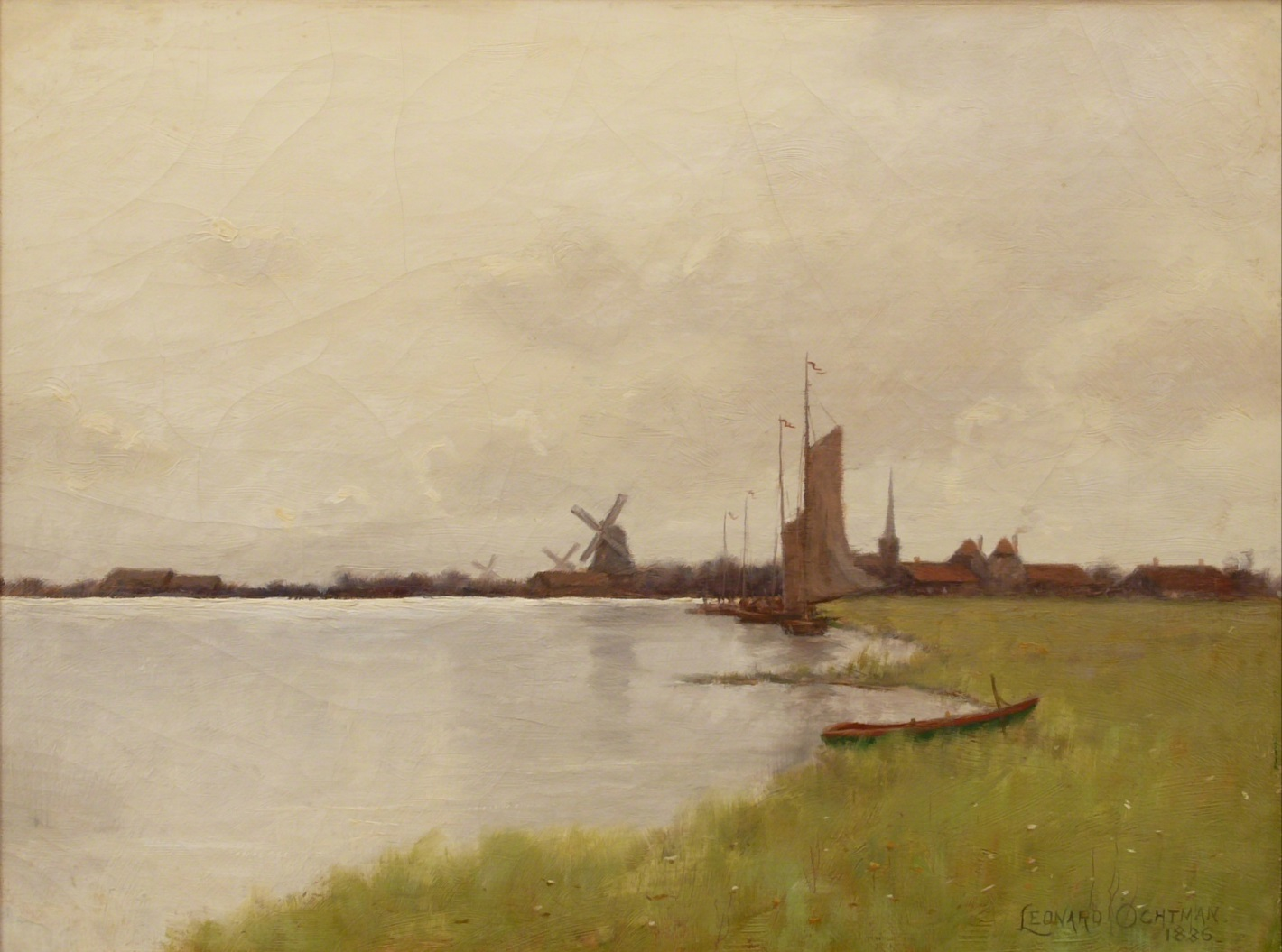
Dutch Landscape, 1887

Ochtman werd geboren in de Zeeuwse plaats Zonnemaire als zoon van een huisschilder. In 1866 emigreerde de familie naar Amerika en vestigde zich in Albany in de staat New York. Aanvankelijk werkte hij bij een houtverwerkingsbedrijf, maar nadat hij in 1879 naar de stad New York verhuisde koos hij voor de schilderkunst. Hij kwam in contact met Amerikaanse impressionisten en opende een studio in hetzelfde gebouw waar George Inness zijn atelier had. In 1882 had hij zijn eerste tentoonstelling bij de National Academy of Design. Hij legde zich vooral toe op landschappen.
In de winter van 1886-1887 reisde hij terug hij naar Nederland en werd daar beïnvloed door de schilders van de Haagse School, meer in het bijzonder door Jacob Maris and Anton Mauve. Terug in Amerika vestigde hij zich in 1891 met zijn vrouw, kunstschilderes  Mina Fonda Ochtman (1862–1924), in Mianus, Connecticut. Hij behoorde tot de oprichters van de Cos Cob Art Colony, waarvan vooraanstaande Amerikaanse impressionisten deel uitmaakten, zoals John Henry Twachtman, Childe Hassam, Julian Alden Weir en Theodore Robinson. Later was hij medeoprichter van de Greenwich Art Society, samen met zijn vriend beeldhouwer Edward Clark Potter.
Ochtman was de leermeester van Clark Voorhees, Harriet Randall Lumis en van zijn dochter Dorothy Ochtman (1892–1971). Hij overleed in 1935. Zij werk is thans onder andere te zien in het Metropolitan Museum of Art te New York en de Smithsonian Institution te Washington D.C..

## Galerij

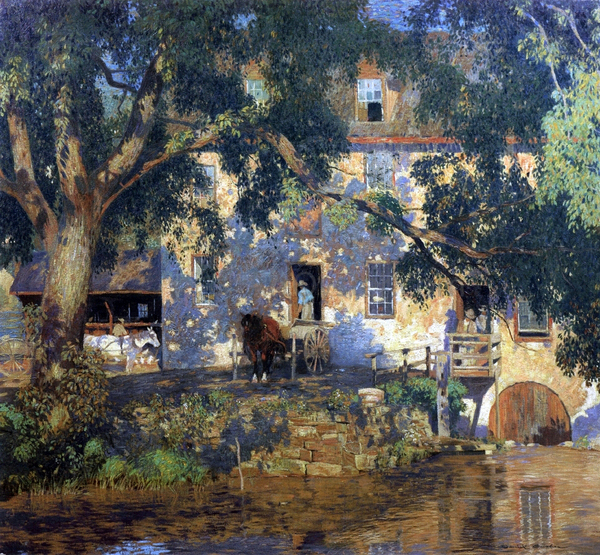
Misty Trees
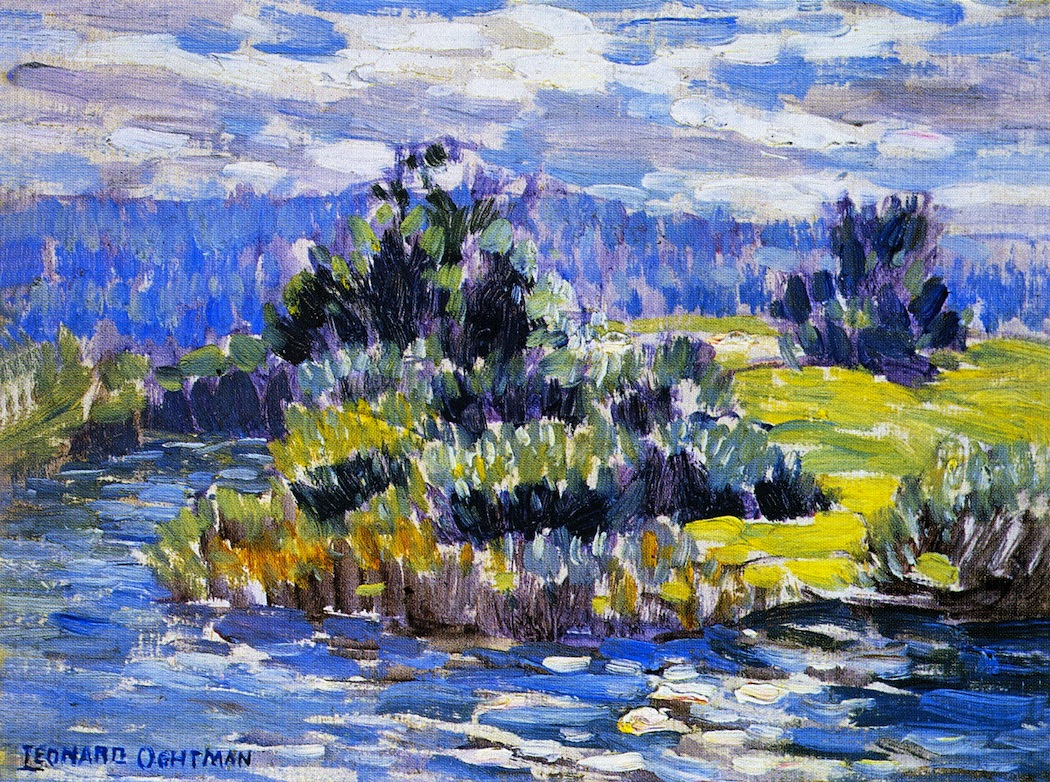
Blue Landscape
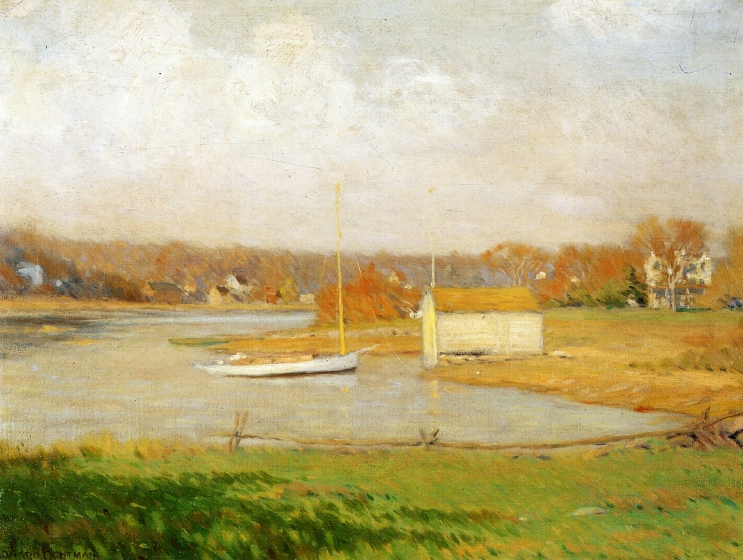
On the Mianus River
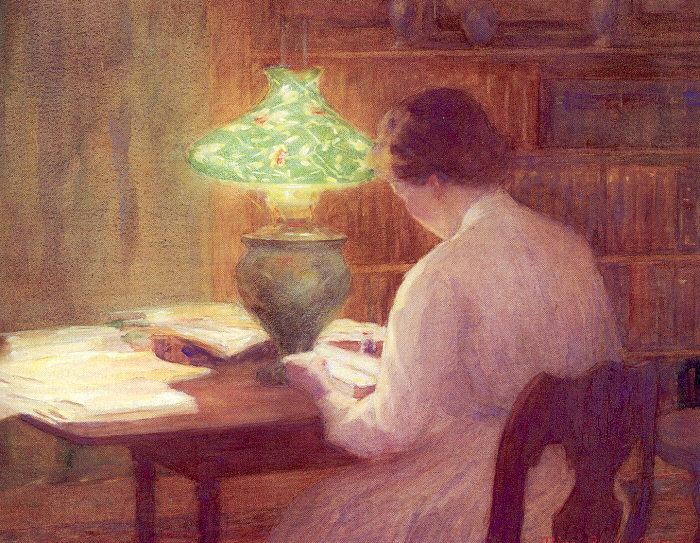
By the Evening Lamp, 1912, schilderij door zijn vrouw Mina